# Hu Gadarn

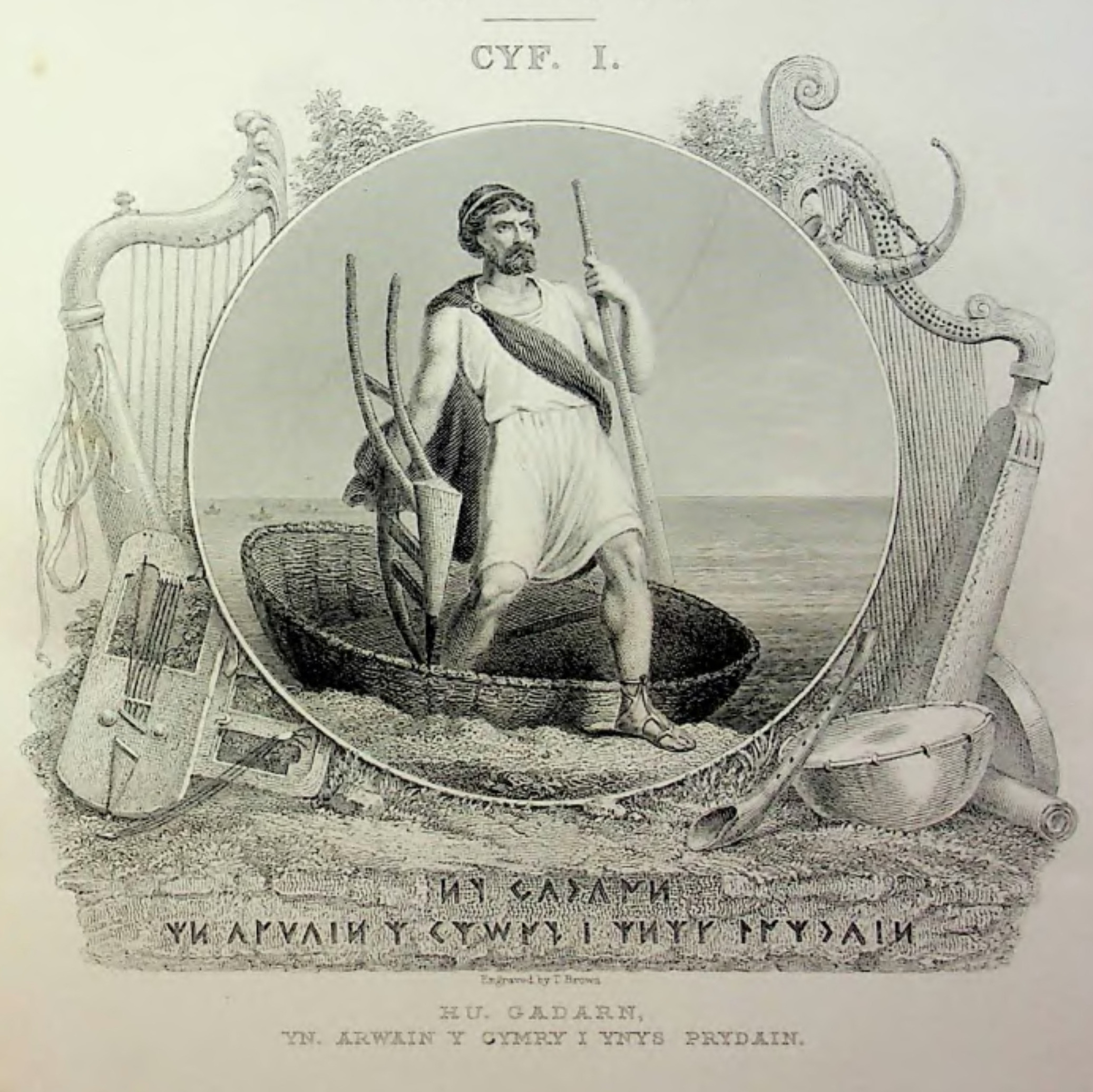
Hu Gadarn, Darstellung von 1875

Hu Gadarn ist eine walisische Sagengestalt, die unter anderem auch in den von Iolo Morganwg (eigentlich Edward Williams, 1747–1826) gefälschten druidischen Überlieferungen auftritt.

## Ursprünge und Esoterik
In Pererindod Siarlymaen („Die Pilgerreise Karls des Großen“), einer kymrischen Adaption der französischen, aus dem 12. Jahrhundert stammenden Romanze Le Pèlerinage de Charlemagne, wird Hu Gadarn (in der französischen Fassung Hugo oder Hugun le Fort, „Hugo der Starke“) als Kaiser von Konstantinopel und Feind Karls (Charlemagnes) genannt. Da Hu behauptet, er sei berühmter als Karl, zieht dieser mit seinen Rittern nach Konstantinopel, schlägt Hu und kehrt im Triumph nach Hause zurück.
Im Gedicht Y Llafurwr („Der Pflüger“) von Iolo Goch (14. Jahrhundert) wird Hu Gadarn mit dem Pflügen in Verbindung gebracht, was dann auch Iolo Morganwg teilweise thematisierte. Er machte Hu Gadarn in seinem Werk „Barddas“ („Die Barden“) zum Anführer der Britannier, die aus dem Sommerland (Deffrobani) die Insel Britannien besiedelten. Hu bringt den Ureinwohnern unter anderem auch das Pflügen bei. Er setzte Hu Gadarn somit dem sagenhaften Namensgeber Britanniens (Prydyn, auch Prydein) gleich und bezeichnete das Sommerland als „Atlantia“, womit er eine Herkunft der Kelten (und Druiden) aus Atlantis postulierte. Als „Hu-Hesus“ setzte er ihn außerdem mit Jesus Christus und dem keltischen Gott Esus gleich. Aufgegriffen wurden Morganwgs Ideen von Robert Graves in seinem Buch „Die Weiße Göttin“, in dem er Hu Gadarn außerdem noch mit dem keltischen Gott Cernunnos identifizierte. Diese Ideen von Morganwg und Graves genießen bis heute in Teilen der keltischen Esoterik einige Verbreitung.

### Hu Gadarn und Aeddon
Mit dem Absingen des Klagegedichtes Marwnad Aeddon'o Vôn („Totenklage um den Aeddon von Mona“), das Taliesin zugeschrieben wird (XLV. Elegie im Llyfr Taliesin), soll auf Mona (Anglesey), dem Begräbnisort Hu Gadarns, eine Trauerfeier abgehalten worden sein, in der Hu mit Aeddon gleichgestellt wurde.
Bestürzt ist das Eiland, das den Hu preist, das Eiland des strengen Vergelters, eben Mona […]
Traurig ist das Schicksal der Arche des Aeddon, denn man weiß, dass seines Gleichen nie gewesen, […]
Aeddon bedeutet auf kymrisch „Herr des Schalles“, als Beinamen sind auch Cadarn Trydar („der Mächtige des Schalles“) und Rhwyf Trydar („der Führer des Schalles“) bekannt. Hu Gadarn soll diesen Namen nach dem lauten Geschrei seiner Verehrer erhalten haben; bei Taliesin bedeutet es allerdings „die Rückkehr in den vorherigen Zustand“.
Im 19. Jahrhundert wurde von M.P. Kavenaugh und anderen Gelehrten eine etymologische Verbindung zwischen dem englischen God, dem deutschen Gott, dem persischen Bhoda und dem Hindi-Wort Khuda vermutet, die alle aus derselben proto-indoeuropäischenWurzel *ǵʰu-tó-m kommen sollen wie das keltische Aeddon oder Guydion, das germanische Odin, Wodan oder Goutan und das indische Buddha oder Gautama. Diese Theorie ist allerdings überholt und wird mehrheitlich abgelehnt.